# 토미 제네시스
토미 제네시스(Tommy Genesis)는 캐나다의 래퍼, 모델, 시각 예술가이다.

## 음반 목록

### 정규 앨범
- Tommy Genesis (2018)
- Goldilocks X (2021)

### 믹스 테잎
- World Vision (2015)